# ألفارو ريبيرو
ألفارو ريبيرو هو منافس ألعاب قوى برازيلي، ولد في 16 مايو 1901، وتوفي في 11 نوفمبر 1979.

## وصلات خارجية
- ألفارو ريبيرو على موقع أوليمبيديا (الإنجليزية)